# سباق باريس روبيه 1911
طواف باريس 1911 هو سباق دراجات هوائية أقيم بتاريخ 27 مارس، تكون السباق من مرحلة واحدة، وامتدّ لمسافة 266 كم، وبسرعة 28.746 كم/س، استغرق السباق 8 ساعات و29 دقيقة و10 ثانية.